# شيلا إي.
شيلا إي. (بالإنجليزية: Sheila E.)‏ هي فنانة إيقاعية ومغنية وطبالة أمريكية، ولدت في 12 ديسمبر 1957 في أوكلاند في الولايات المتحدة.

## وصلات خارجية
- الموقع الرسمي
- شيلا إي. على موقع IMDb (الإنجليزية)
- شيلا إي. على موقع روتن توميتوز (الإنجليزية)
- شيلا إي. على موقع ميوزك برينز (الإنجليزية)
- شيلا إي. على موقع إن إن دي بي (الإنجليزية)
- شيلا إي. على موقع أول ميوزيك (الإنجليزية)
- شيلا إي. على موقع ديسكوغز (الإنجليزية)
- شيلا إي. على موقع ديسكوغز (الإنجليزية)
- شيلا إي. على موقع قاعدة بيانات الفيلم (الإنجليزية)